# Hoff van Zeelandt (schip, 1642)
't Hoff van Zeelandt was een schip dat met Jan van Riebeeck naar de Kaap is gevaren.
Het schip werd in 1642 gebouwd in Middelburg en op 30 september 1670 opgelegd. Het had een laadvermogen van 1200 ton.
Negen keer voer dit schip op en neer van Nederland naar Batavia, altijd met een bezoek aan de Kaap, zowel op de heenweg als ook op de terugweg. Zo'n bezoek duurde 10-20 dagen.
Bij hun vijfde bezoek kwamen zij aan op de dag dat Jan van Riebeeck de Kaap verliet. Ze kwamen rechtstreeks uit Zeeland, zonder tussenstop, en hadden onderweg 37 bemanningsleden verloren. Twee van hen waren overboord gesprongen.
Aagtekerke · Akerendam · Amsterdam · Arnhem · Batavia · Bleijenburg · Concordia · De Dry Heuvels · De Dry Papegaijtiens · Dromedaris · Duyfken · Eendracht · Eendraght · Fortuyn · Geldermalsen · Gouden Buys · Goudriaan · 't Gulden Zeepaert · Halve Maen · Hof van Zeelandt · Hollandia · Landskroon · Leeuwin · Magdalena · Mauritius · Meermin · Midloo · Negotie · Nieuw Hoorn · Nieuwvliet · Nijenburg · Oude Zijpe (1711) · Oude Zijpe (1740) · Prins Willem · Rarop · Ravenstein · Ridderschap van Holland · Saerdam · Schiedam · Valkenbos · Vergulde Draeck · 't Vliegend Hert · Voetboog · Wapen van Amsterdam · 't Wapen van Hoorn · Westerbeek · Wimmenum · Zuytdorp · Zeewijk